# Халіма
«Халіма» (або «Смерть прокурора») — радянський художній фільм 1991 року знятий на кіностудії «Туркменфільм» про корупцію в прокуратурі Туркменської РСР. Фільм заснований на реальних подіях — вбивстві в 1987 році колишнього прокурора, інструктора Чарджоуського обкому партії Халіми Розібаєвої.

## Сюжет
Прокурор Халіма Базієва розслідує справу про розкрадання бавовни в особливо великому розмірі. До неї в руки потрапляє касета із записом розмови причетних до розкрадання осіб про шляхи проходження ешелону з вкраденою бавовною, але на цьому записі, зробленому в сауні, є ще й запис зґвалтування і вбивства дівчини…

## У ролях
- Тамара Шакірова — Халіма Базієва
- Георгій Яшунський — прокурор
- Бахадур Міралібеков — «Чорний»
- Артик Джаллиєв — Сахатов
- Джерен Ішанкулієва — Сахатова
- Ширлі Моллаєв — епізод
- Аслан Рахматуллаєв — епізод
- Огульдурди Мамедкулієва — епізод
- Мулькаман Оразов — епізод
- Д. Бабпиєва — епізод
- А. Устаєв — епізод
- Енвер Аннакулієв — епізод
- Іслам Ісламов — епізод

## Знімальна група
- Режисер — Усман Сапаров
- Сценаристи — Людмила Папілова, Усман Сапаров
- Оператор — Олександр Юлдашев
- Композитор — Олександр Кобляков
- Художник — Олександр Чернов